# Aksu (Name)
Aksu ist ein türkischer männlicher und weiblicher Vorname sowie Familienname mit der Bedeutung „weißes Wasser“.

## Namensträger

### Familienname
- Abdülkadir Aksu (* 1944), türkischer Politiker
- Asil Aksu (* 1996), türkischer Fußballspieler
- Ayla Aksu (* 1996), türkische Tennisspielerin
- Azra Aksu (* 2015), türkische Kinderdarstellerin
- Bekir Aksu (* 1938), türkischer Ringer
- Cafercan Aksu (* 1987), türkischer Fußballspieler
- Duhan Aksu (* 1997), türkischer Fußballspieler
- Ozan Aksu (* 1991), deutsch-türkischer Schauspieler und Rapper
- Semra Aksu (* 1962), türkische Leichtathletin
- Sezen Aksu (* 1954), türkische Sängerin
- Veysel Aksu (* 1985), türkischer Fußballspieler